# Stazione di Monte Arcau
La stazione di Monte Arcau è una fermata ferroviaria in disuso situata nelle campagne a nord-est di Carbonia, posta sulla ferrovia Villamassargia-Carbonia, gestita da Rete Ferroviaria Italiana (gruppo Ferrovie dello Stato Italiane).

## Storia
La fermata venne costruita negli anni cinquanta, decennio in cui furono effettuati i lavori di realizzazione dell'intera linea ferroviaria a scartamento ordinario tra Villamassargia e Carbonia. La ferrovia fu inaugurata nel 1956, ma l'impianto di Monte Arcau apparve nei quadri orari solo nel 1958.
Situata in aperta campagna a sud-ovest della frazione di Barega, la fermata venne impiegata per l'esclusivo servizio passeggeri sino alla primavera 1987. Da allora la fermata rimane formalmente attiva come località di servizio.

## Strutture e impianti

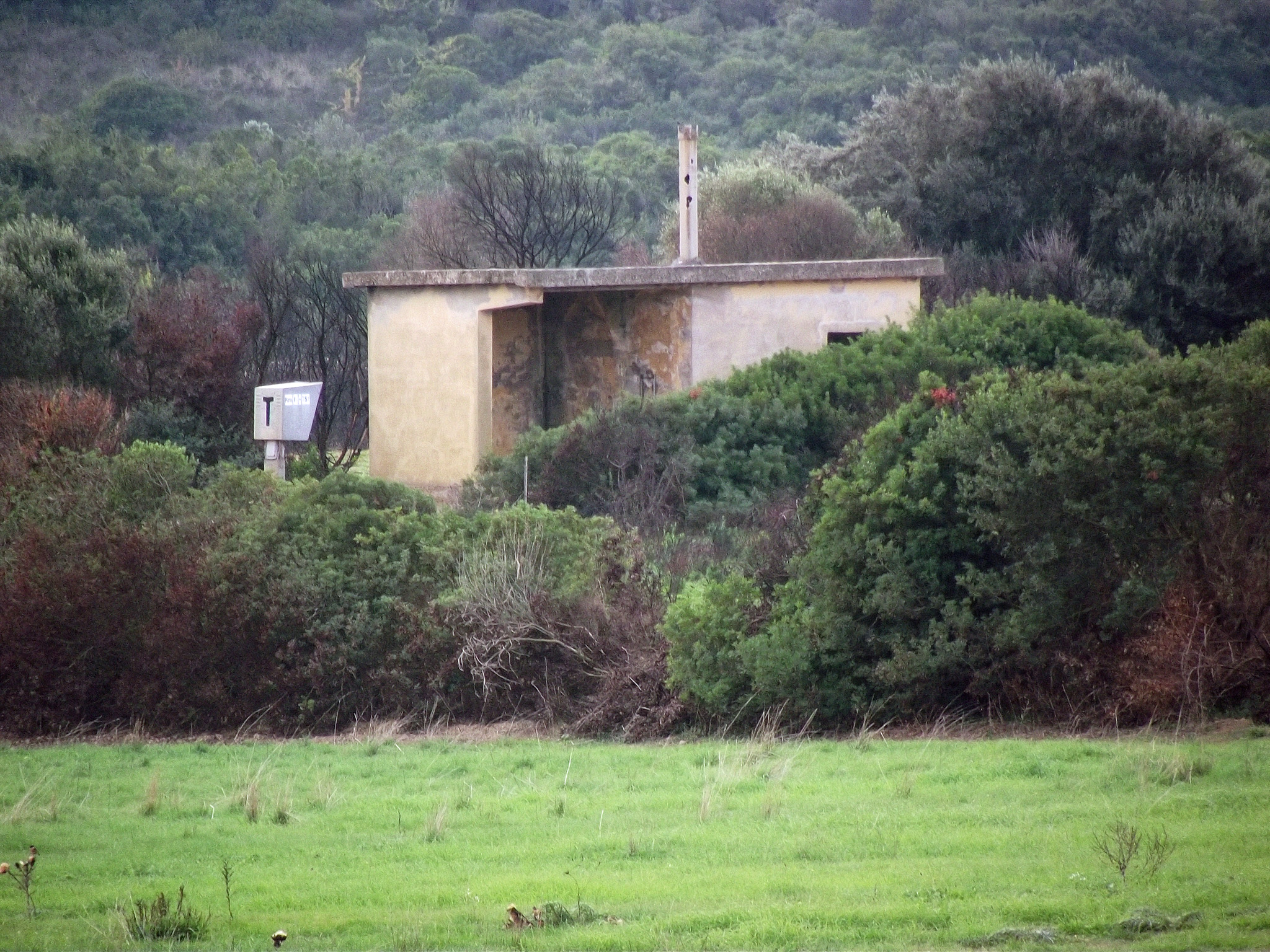
I resti del fabbricato viaggiatori della fermata, parzialmente nascosti dalla vegetazione

La fermata dispone del solo binario di corsa, a scartamento ordinario (1435 mm) non elettrificato e privo di banchina.
L'unico edificio di servizio presente a Monte Arcau è un piccolo fabbricato viaggiatori (in abbandono) a pianta rettangolare, dotato di un locale e di un vano aperto sul lato binari coperto dal tetto dell'edificio.

## Movimento
Servita in passato dai treni regionali svolti dalle Ferrovie dello Stato, la fermata non è più utilizzata dai convogli passeggeri in transito lungo la Villamassargia-Carbonia.